# Enrique Kuny Mena
Enrique Alberto Kuny Mena (San Salvador, 4 de marzo de 1942-19 de mayo de 2003) fue un historiador salvadoreño. 
Fue el mayor de siete hermanos del matrimonio de Rodolfo Kuny Morgenstern, de origen alemán, y Concha Mena Araújo. Durante la Segunda Guerra Mundial su padre  acabó en un campo de concentración en Alemania, por lo que su madre decidió trasladarse hacia ese país con toda la familia. Sin embargo, Enrique retornaría a El Salvador a vivir con sus abuelos, quienes le inculcaron el interés por la historia, ya que, siendo descendientes de presidentes de la República, escuchaba con frecuencia sucesos del pasado salvadoreño.
Su formación fue autodidacta, y llegó a ser miembro de número de la Academia Salvadoreña de la Historia. Además, ejerció como catedrático universitario y estuvo vinculado al Departamento de Investigaciones (sección de Historia) de la Dirección del Patrimonio Cultural, ente adscrito al Ministerio de Cultura. Antes de su muerte, escribió un artículo especial en la revista Vértice de El Diario de Hoy sobre el asesinato del expresidente Manuel Enrique Araujo.
Su obra comprende artículos en periódicos, y los libros: Tomás Regalado, el último caudillo de Cuscatlán ; San Salvador, ayer, hoy ;  450 años de San Salvador (con otros autores); y Centuria : los hechos y personajes del siglo XX en El Salvador (junto a Carlos Cañas Dinarte). Falleció a los 61 años de un paro cardíaco.